# Luxemburgs wiskundig genootschap
Het Luxemburgs wiskundig genootschap of SML (van het Franse Société mathématique du Luxembourg) werd in januari 1989 op initiatief van professor Jean-Paul Pier opgericht.
Het genootschap ziet als haar missie het bevorderen van de zuivere en toegepaste wiskunde. Het werkterrein van de SML omvat:
- De organisatie van conferenties, workshops, seminars, rondetafelgesprekken, symposia en dergelijke meer
- De uitgave van boeken, wiskundige tijdschriften, nieuwsbrieven etc.
- De vertegenwoordiging van de wiskunde en wiskundeprofessie in Luxemburg binnen en buiten het Groothertogdom Luxemburg

De SML is lid van het Europees wiskundig genootschap (EMS). Het heeft wederkerigheidsakkoorden gesloten met de American Mathematical Society en met het Koninklijke Spaanse wiskundig genootschap.